# 요시나역
요시나역(일본어: 吉名駅)은 일본 히로시마현 다케하라시에 위치한 서일본 여객철도 구레선의 철도역이다. 상대식 승강장 2면 2선의 구조를 갖춘 지상역이다.

## 타는 곳
| 1 (반대 측) | ■ 구레 선 | 상행 | 미하라 · 후쿠야마 방면 |
| 2 (역사 측) | ■ 구레 선 | 하행 | 구레 · 히로시마 방면   |

## 역 주변
- 국도 제185호선
- 다케하라 시청 요시나 지소

## 역사
- 1935년
  - 2월 17일 : 산고 선 다케하라 역 - 미쓰우라노우미 역 간 연장에 의해 개업.
  - 11월 24일 : 선로 명칭 제정. 구레 선의 소속이 되다.
- 1961년 6월 6일 : 화물 취급 폐지.
- 1987년 4월 1일 : 일본국유철도 분할 민영화에 의해, 서일본 여객철도가 승계.
- 1989년 3월 11일 : 당역 환승 열차 운행 개시.
- 1994년 12월 3일 : 업무위탁역으로부터 무인역이 되다.
- 2003년 10월 1일 : 당역 환승 정기 열차 운행 폐지.
- 2006년 3월 28일 : 임시 쾌속 '세토나이카이 마린 뷰' 정차역이 되다.
- 2007년
  - 8월 : ICOCA 전용 개찰기 설치.
  - 9월 1일 : ICOCA 도입.
- 2010년
  - 7월 14일 : 장마 전선에 의한 호우 영향으로, 구레 선 내에 복수의 토사 붕괴가 발생해, 이 날부터 당역을 포함했던 일부 구간이 불통이 되어, 영업을 중단했다.
  - 7월 20일 : 이 역을 포함한 다케하라 - 야스우라 간의 버스 운행 개시.
  - 11월 1일 : 구레 선 불통 구간 복구에 의해 다케하라 역 - 야스우라 간의 영업 재개.

## 인접 역
| 서일본 여객철도 구레선 | 서일본 여객철도 구레선 | 서일본 여객철도 구레선            |
| ---------------------- | ---------------------- | --------------------------------- |
| 다케하라 미하라 방면   | ■ 게이비 선            | 아키쓰 가이타이치 · 히로시마 방면 |